# Izquierda Comunista (Chili)
De Izquierda Comunista (Nederlands: Linkse Communisten) was een trotskistische en communistische politieke partij in Chili die van 1931 tot 1936 bestond.

## Geschiedenis
De Izquierda Comunista werd opgericht door Manuel Hidalgo Plaza, een trotskist, en andere dissidente leden van de Partido Comunista de Chile (Communistische Partij van Chili) die ontevreden waren over het leiderschap van Elías Lafertte.
Hidalgo nam deel aan de presidentsverkiezingen van 1931 en eindigde met 0,40% van de stemmen als laatste. Aan de presidentsverkiezingen een jaar later nam geen kandidaat van Izquierda Comunista mee: de partij riep haar leden en sympathisanten op om de kandidaat van de socialisten te stemmen. 
In 1934 nam de partij deel aan het zogenaamde Block de Izquierda (Linkse Blok) waartoe ook de socialistische partij, de democratische partij en de radicaal-socialistische partij behoorden. 

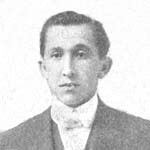
Manuel Hidalgo Plaza

De kleine partij wist tijdens haar bestaan enkele kleine (illegale) vakbonden op te richten, maar was verder niet bijzonder invloedrijk binnen de marxistische beweging in Chili. Een meerderheid - waaronder Hidalgo - sloot zich in 1936 aan bij de Partido Socialista (Socialistische Partij). Een kleine minderheid verzette zich hiertegen en richtte in 1937 de Partido Obrero Revolucionario (Revolutionaire Arbeiderspartij) op.